# Mancomunidad de Malerreka
La Mancomunidad de Servicios Generales de Malerreka (Malerrekako Zerbitzu Orokorren Mankomunitatea en euskera) es el ente supramunicipal que agrupa a todos los ayuntamientos de los valles del Alto Bidasoa (Malerreka en euskera), y de Bertiz-Arana, de Navarra (España). Sus competencias abarcan el abastecimiento de agua, la gestión y tratamiento de los residuos sólidos urbanos, la protección del medio ambiente, la promoción del euskara, y los servicios sociales.

## Zona de actuación
La mancomunidad está integrada por los ayuntamientos de Beinza-Labayen, Bertiz-Arana, Donamaría, Elgorriaga, Erasun, Ezcurra, Ituren, Oiz, Saldías, Santesteban, Sumbilla, Urroz de Santesteban y Zubieta. Sin embargo, no todos los municipios participan de todos los servicios ofrecidos por la entidad, dado que el abastecimiento de aguas solo lo ofrece a unos pocos municipios.

## Gestión de los residuos urbanos
La Mancomunidad gestiona los residuos urbanos de todos los municipios asociados. El servicio se basa en la recogida, gestión y tratamiento de los residuos urbanos. El sistema de recogida se basa en diferentes tipos de contenedores: los de recogida selectiva (vidrio, papel y cartón, y envases) y la recogida ordinaria (materia orgánica y fracción resto). A todo ello se le suma la recogida a domicilio de residuos voluminosos, recogida a domicilio de grandes cantidades de papel-cartón o el punto limpio móvil para los residuos especiales. Para prestar estos servicios la Mancomunidad de Malerreka colabora activamente con el Ayuntamiento de Baztán y la Mancomunidad de Residuos Urbanos de Bortziriak.
Así mismo, la Mancomunidad ha puesto en marcha un proyecto piloto de compostaje doméstico, en un proyecto común con el Consorcio de Residuos Urbanos de Navarra. En febrero de 2014 anuncia, junto a la Mancomunidad de Bortziriak-Cinco Villas y el Ayuntamiento de Baztán, el impulso del compostaje individual y del comunitario para la gestión de la materia orgánica de los residuos. La campaña incluye la realización de jornadas de formación y reparto de compostadores, así como la posible implantación del compostaje comunitario.
La comarca dispone también de una estación de transferencia de residuos biodegradables situada en Santesteban, que fue inaugurada en marzo de 2013. La instalación fue promovida por el Consorcio de Residuos de Navarra, y recibe los residuos procedentes de las mancomunidades de Bortziriak y Malerreka, y del Ayuntamiento de Baztán. Esto supone alrededor de 8.000 toneladas de residuos al año, que son generadas por 22.000 habitantes.
En la estación se prensan los residuos, reduciendo su volumen mediante un sistema de compactación en tolvas, antes de ser trasladados a su destino final: la planta de tratamiento de El Culebrete, en Tudela.
Así mismo, como forma de adecuarse al objetivo fijado por el Plan Integrado de Gestión de Residuos de Navarra (PIGRN) que contempla que para el año 2020 se recoja separadamente el 50% de los biorresiduos; en 2013, la mancomunidad anunció que implantará la recogida selectiva de residuos puerta a puerta.

## Abastecimiento de agua
La Mancomunidad de Malerreka gestiona el abastecimiento en alta del agua a los municipios de Elgorriaga, Ituren, Santesteban, Sumbilla y Zubieta. Como entidad gestora de la parte inicial del ciclo del agua, la actividad de la Mancomunidad de Servicios Generales de Malerreka abarca los procesos de captación de agua para abastecimiento, tratamiento de potabilización y distribución en alta. Para ello la mancomunidad dispone de la estación potabilizadora Mendaur ubicada en el barrio Aurtiz de Ituren.
La potabilizadora de Ituren se inauguró en el año 2007, y tiene capacidad para abastecer a una población de 5.000 vecinos.